# Rock on Honorable Ones!!
Rock on Honorable Ones!! è il secondo album in studio della band pop punk Bowling for Soup, pubblicato nel 1998 dalla FFRoe.

## Tracce
Tutte le canzoni sono scritte da Jaret Reddick, eccetto dove indicato.
1. 2113 (Reddick, Chandler) - 4:49
2. Scope - 3:38
3. Valentino - 3:29
4. Corndog - 4:14
5. Cody (Reddick, Burney, Chadnler, Garcia) - 4:20
6. Belgium (Reddick, Chandler) - 3:35
7. Milo - 3:46
8. Captain Hook - 3:45
9. Ack!! -3:40
10. Thespian (Reddick, Chandler) - 4:37
11. Kool-Aid - 3:40
12. I Don't Know (Kruse, Reddick, Burney, Chandler) - 2:26
13. Wisk - 3:21
14. Assman - 3:53
15. Friday - 4:50

## Formazione
- Chris Burney - chitarra, voce
- Jaret Reddick - voce, chitarra
- Erik Chandler - basso, voce
- Lance Morril - batteria, voce